# I Miss You (Miley-Cyrus-Lied)
I Miss You ist ein Lied der US-amerikanischen Sängerin und Songwriterin Miley Cyrus. Es wurde am 26. Juni 2007 als Promo-Tonträger aus ihrem Debütalbum Meet Miley Cyrus veröffentlicht. Der Titel erreichte 2007 Bekanntheit, da er an den Großvater der Sängerin gerichtet ist, der 2006 verstorben war.

## Produktion und Aufnahme
Das Lied wurde von Miley Cyrus, Wendy Foy Green und Brian Green geschrieben, wobei letztgenannter auch als Produzent fungierte. Der Song wird Cyrus und ihrem Geburtsnamen Destiny Hope Cyrus gutgeschrieben.

## Hintergrund
Die Sängerin hatte eine sehr enge Beziehung zu ihrem Großvater Ronald Ray „Ron“ Cyrus. Wenige Jahre vor seinem Tod erkrankte dieser an Mesotheliom, einer seltenen Krebskrankheit. Später unterbrach die Musikerin das Schreiben des Liedes, da ihr dies schwerfiel. Nach einiger Zeit nahm Cyrus die Arbeit an dem Song wieder auf. Allerdings konnte sie das Lied nie für ihren Großvater singen, auch wenn ihr Vater Billy Ray Cyrus sagte, dass er „einen kleinen Ausschnitt“ kurz vor dem Tod für ihn spielte. Am 28. Februar 2006 starb der Mann schließlich im Alter von 70 Jahren.

## Promotion/Charts
Auf der Best of Both Worlds Tour (Herbst/Winter 2007/08) sang sie den Song regelmäßig bei den Zugaben in der Unplugged-Version, auch trat sie damit in verschiedenen TV-Shows (The Oprah Winfrey Show) auf.
Bei den US-Billboard-Bubbling Under Hot 100 Singles landete der Song auf Platz 9 und in den Pop 100 auf Platz 27.

## Trivia
- Erste Ausschnitte des Songs waren in einer Episode (She's A Supersneak/In geheimer Mission) der ersten Staffel von Hannah Montana zu hören. Dort jedoch unter ihrer Miley Stewart-Rollen-Situation, dass sie ihre verstorbene Mutter vermisst.[3]
- In einer Background-Szene bei Hannah Montana & Miley Cyrus: Best of Both Worlds Concert sieht man wie Cyrus ihrem Vater Billy Ray Cyrus den Song beibringt. Zwischendurch sieht man immer wieder den Tourauftritt.[4]

## Weblink
- Miley Cyrus - I Miss You (The Oprah Winfrey Show 2007)